# تلم حجاجي
السطح السفلي أو سطح الحجاج للفص الجبهي مقعّر، ويرتكز على الجزء المحجري من العظم الجبهي. ويقسم إلى أربعة تلافيف حجاجية بواسطة تلم حجاجي ذي شكل يشبه حرف H.

## صور إضافية

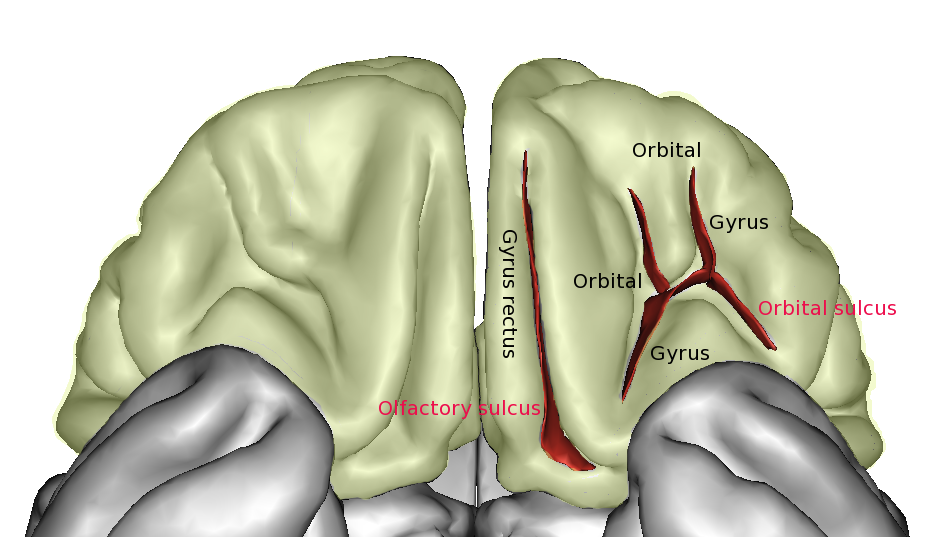
المخ، منظر سفلي.
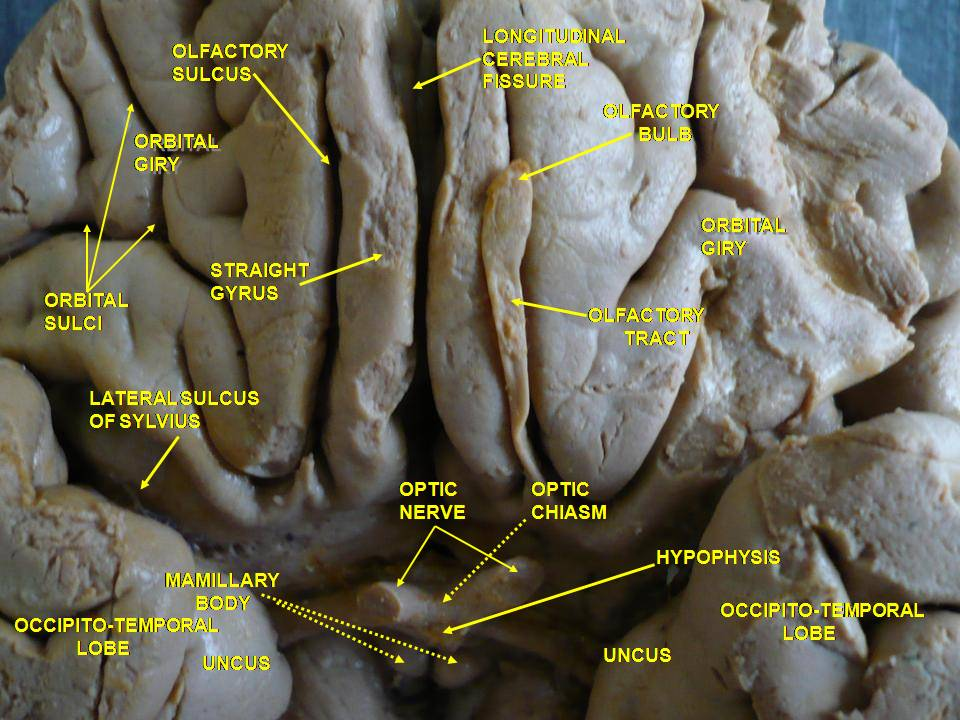
المخ، منظر سفلي، تشريح أعمق.